# Alexander Dietrich (Politiker)
Alexander Dietrich (* 24. Juli 1975) ist ein deutscher Politiker (CSU) und seit 2023 Mitglied des Bayerischen Landtags.

## Ausbildung und Beruf
Alexander Dietrich legte 1995 sein Abitur am Wittelsbacher-Gymnasium in München ab. Direkt im Anschluss leistete er einen einjährigen Wehrdienst an der Sanitätsakademie der Bundeswehr in München. Ab 1996 studierte er Rechtswissenschaften an der Ludwigs-Maximilians-Universität in München. Das Studium schloss er 2001 mit dem Ersten Juristischen Staatsexamen ab. Von 2001 bis 2003 absolvierte er das Rechtsreferendariat beim Oberlandesgericht München und legte 2003 die Zweite Juristische Staatsprüfung ab. 2005 wurde er an der Ludwigs-Maximilians-Universität zum Dr. jur. promoviert.
2003 begann er seine Tätigkeit als Rechtsanwalt in München. 2006 wurde er zum Staatsanwalt bei der Staatsanwaltschaft München II ernannt und war anschließend von 2009 bis 2010 sowie von 2014 bis 2016 am Amtsgericht München als Richter tätig. Nach seinem Ausscheiden als berufsmäßiger Stadtrat kehrte er in den Justizdienst zurück und arbeitete von 2022 bis zu seinem Einzug in den Landtag 2023 als Oberstaatsanwalt bei der Generalstaatsanwaltschaft München.

## Politik
Seit 1999 ist Alexander Dietrich Ortsvorsitzender der CSU München-Moosach. Von 1994 bis 2021 war er zudem Mitglied im Bezirksausschuss 10 in Moosach und stellvertretender Vorsitzender von 1996 bis 2020. Von 2010 bis 2014 war er als Referatsleiter bei der CSU-Fraktion im Bayerischen Landtag tätig. Von 2013 bis 2016 war er ehrenamtlicher Münchner Stadtrat. 2016 wurde er auf Vorschlag der CSU-Stadtratsfraktion als berufsmäßiger Stadtrat gewählt und leitete vom 1. Juli 2016 an das Personal- und Organisationsreferat der Stadt München. Seine Amtszeit endete am 30. Juni 2022, nachdem die SPD-Fraktion, die nach der Kommunalwahl 2020 das Vorschlagsrecht für diese Stelle erhalten hatte, Andreas Mickisch (SPD) als seinen Nachfolger vorgeschlagen hatte.
Bei der bayerischen Landtagswahl 2023 kandidierte er im Stimmkreis München-Moosach als Direktkandidat und konnte das Mandat mit 32,0 % für sich gewinnen; Zweitplatzierter war Benjamin Adjei (Bündnis 90/Die Grünen) mit 26,8 %, der bei der vorherigen Wahl das Direktmandat mit einer knappen Mehrheit gewonnen hatte.
Im Bayerischen Landtag ist Dietrich Mitglied des Ausschusses für Fragen des öffentlichen Dienstes sowie des Ausschusses für Verfassung, Recht, Parlamentsfragen und Integration.

## Ehrenämter und Privates
Seit 2003 ist Alexander Dietrich Mitglied und Vorsitzender bei der Vereinigung der Freunde des Wittelsbacher-Gymnasiums.
Dietrich ist verheiratet und hat drei erwachsene Kinder.